# Pantnagar
Pantnagar (hi. पंतनगर) – miasto w północnych Indiach w stanie Uttarakhand, na zagórzu gór Siwalik. Populacja miasta w 2001 roku wynosiła 35 820 mieszkańców.